# Drugi rząd Alfreda Urbańskiego
Drugi rząd Alfreda Urbańskiego – gabinet pod kierownictwem premiera Alfreda Urbańskiego, sformowany 17 stycznia 1974. Premier złożył dymisję 15 lipca 1976 roku.

## Skład rządu
- Alfred Urbański (PPS) –  premier i minister skarbu
- Jerzy Gawenda –  minister - zastępca Prezesa Rady Ministrów
- Bronisław Hełczyński – minister spraw zagranicznych
- Józef Poniatowski – minister spraw krajowych
- Stanisław Wiszniewski – minister sprawiedliwości
- Zygmunt Szadkowski – minister spraw społecznych
- Stefan Brzeszczyński – minister obrony narodowej
- Wiesław Strzałkowski – minister informacji i dokumentacji
- Czesław Czapliński – minister wyznań religijnych, oświaty i kultury

## Zmiany
- 21 stycznia 1974 
  - odwołanie ministra spraw krajowych Józefa Poniatowskiego
- 21 kwietnia 1976 
  - odwołanie ministra spraw społecznych Zygmunta Szadkowskiego
  - Bolesław Dziedzic ministrem spraw społecznych[1]